# Вільям Бейлісс
Сер Вільям Меддок Бейлісс (англ. Sir William Maddock Bayliss; 2 травня 1866, Вулвергемптон, Велика Британія — 27 серпня 1927) — англійський фізіолог, першовідкривач гормону секретину. Член Лондонського королівського товариства, його президент у 1913—1915 роках.

## Біографія
Навчався в Лондонському та Оксфордському університетах. З 1888 викладав у Лондонському університеті. З 1912 року був професором кафедри фізіології. У 1900—1927 роках був секретарем Британського фізіологічного товариства.
Досліджував фізіологію травлення, зокрема разом з Ернестом Старлінгом відкрив гормон секретин. Також вивчав фізіологічну роль колоїдів, адсорбції, фізико-хімічні принципи роботи ферментів.
Під час Першої світової війни досліджував травматичний шок. Впровадив у практику метод введення пораненим сольового розчину з гуміарабіком як дешевого замінника плазми крові.

## Нагороди
- Медаль Бейлі (Королівська колегія лікарів, 1915)
- Королівська медаль (1917)
- Медаль Коплі (1919)